# Дирлос
Дирлос (рум. Dârlos) — село у повіті Сібіу в Румунії. Адміністративний центр комуни Дирлос.
Село розташоване на відстані 235 км на північний захід від Бухареста, 49 км на північний схід від Сібіу, 90 км на південний схід від Клуж-Напоки, 109 км на північний захід від Брашова.

## Населення
За даними перепису населення 2002 року у селі проживала 2251 особа.
Національний склад населення села:
| Національність | Кількість осіб | Відсоток |
| -------------- | -------------- | -------- |
| румуни         | 1801           | 80,0%    |
| цигани         | 364            | 16,2%    |
| угорці         | 69             | 3,1%     |
| німці          | 15             | 0,7%     |

Рідною мовою назвали:
| Мова      | Кількість осіб | Відсоток |
| --------- | -------------- | -------- |
| румунська | 2176           | 96,7%    |
| угорська  | 58             | 2,6%     |
| німецька  | 15             | 0,7%     |